# 28038 Nicoleodzer
28038 Nicoleodzer este un asteroid din centura principală de asteroizi.

## Descriere
28038 Nicoleodzer este un asteroid din centura principală de asteroizi. A fost descoperit pe 20 martie 1998 la Socorro, New Mexico, în cadrul proiectului LINEAR. Asteroidul prezintă o orbită caracterizată de o semiaxă mare de 2,35 ua, o excentricitate de 0,18 și o înclinație de 2,2° în raport cu ecliptica.